# Real Madrid in het seizoen 2020/21
Dit artikel beschrijft de prestaties van de Spaanse voetbalclub Real Madrid in het seizoen 2020–2021.

## Gebeurtenissen

### Transfers
Real Madrid deed tijdens de zomertransferperiode van 2020 boekhoudkundig een goede zaak: het haalde louter verhuurde spelers terug en verkocht voor bijna 100 miljoen euro aan spelers zonder echt een vaste waarde te laten vertrekken. Jeugdproducten Achraf Hakimi, Sergio Reguilón en Óscar Rodríguez Arnaiz (het seizoen daarvoor uitgeleend aan respectievelijk Borussia Dortmund, Sevilla FC en CD Leganés) werden verkocht voor samen 83,5 miljoen euro.

### Competitie
De eerste competitiewedstrijd van Real Madrid, op 13 september 2020 tegen Getafe CF, werd reeds eind augustus uitgesteld om de ploegen die in de Champions League en Europa League actief waren de nodige rust te gunnen. Real Madrid startte dus met een 0-0-gelijkspel tegen Real Sociedad.

## Spelerskern
| No.           | Naam              | Nationaliteit          | Geboortedatum | Vorige club                     |
| ------------- | ----------------- | ---------------------- | ------------- | ------------------------------- |
| Keepers       |                   |                        |               |                                 |
| 1             | Thibaut Courtois  | België                 | 11-05-1992    | Chelsea (2011-2018)             |
| 13            | Andriy Lunin      | Oekraïne               | 11-02-1999    | Zorya Lugansk (2017-2018)       |
| Verdedigers   |                   |                        |               |                                 |
| 2             | Daniel Carvajal   | Spanje                 | 11-01-1992    | Bayer Leverkusen (2012-2013)    |
| 3             | Éder Militão      | Brazilië               | 18-01-1998    | FC Porto (2018-2019)            |
| 4             | Sergio Ramos      | Spanje                 | 30-03-1986    | Sevilla (2003-2005)             |
| 5             | Raphaël Varane    | Frankrijk              | 25-04-1993    | RC Lens (2010–2011)             |
| 6             | Nacho Fernández   | Spanje                 | 18-01-1990    | Eigen jeugd                     |
| 12            | Marcelo           | Brazilië, Spanje       | 12-05-1988    | Fluminense (2006-2007)          |
| 19            | Álvaro Odriozola  | Spanje                 | 14-12-1995    | Real Sociedad (2017-2018)       |
| 23            | Ferland Mendy     | Frankrijk, Senegal     | 08-06-1995    | Olympique Lyon (2017-2019)      |
| Middenvelders |                   |                        |               |                                 |
| 8             | Toni Kroos        | Duitsland              | 14-01-1990    | Bayern München (2010-2014)      |
| 10            | Luka Modrić       | Kroatië                | 09-09-1985    | Tottenham (2008-2012)           |
| 14            | Casemiro          | Brazilië, Spanje       | 23-02-1992    | FC Porto (2014-2015)            |
| 15            | Federico Valverde | Uruguay, Spanje        | 22-07-1998    | Deportivo La Coruña (2017-2018) |
| 21            | Martin Ødegaard   | Noorwegen              | 17-12-1998    | Real Sociedad (2019-2020)       |
| 22            | Isco              | Spanje                 | 21-04-1992    | Málaga CF (2011-2013)           |
| Aanvallers    |                   |                        |               |                                 |
| 7             | Eden Hazard       | België                 | 07-01-1991    | Chelsea (2012-2019)             |
| 9             | Karim Benzema     | Frankrijk, Algerije    | 19-12-1987    | Olympique Lyon (2005-2009)      |
| 11            | Marco Asensio     | Spanje, Nederland      | 21-01-1996    | Espanyol (2015-2016)            |
| 17            | Lucas Vázquez     | Spanje                 | 01-07-1991    | Espanyol (2014-2015)            |
| 18            | Luka Jović        | Servië                 | 23-12-1997    | Eintracht Frankfurt (2017-2019) |
| 20            | Vinícius Júnior   | Brazilië, Spanje       | 12-07-2000    | Flamengo (2017-2018)            |
| 24            | Mariano Díaz      | Dominicaanse Republiek | 01-08-1993    | Olympique Lyon (2017-2018)      |
| 25            | Rodrygo           | Brazilië               | 09-01-2001    | Santos (2017-2019)              |

## Transfers

### Zomer
| Naam                   | Nationaliteit    | Van/naar            | Prijs          |
| ---------------------- | ---------------- | ------------------- | -------------- |
| Inkomend               |                  |                     |                |
| Achraf Hakimi          | Marokko          | Borussia Dortmund   | Einde huur     |
| Javi Sánchez           | Spanje           | Real Valladolid     | Einde huur     |
| Andrij Loenin          | Oekraïne         | Real Oviedo         | Einde huur     |
| Jesús Vallejo          | Spanje           | Granada CF          | Einde huur     |
| Takefusa Kubo          | Japan            | RCD Mallorca        | Einde huur     |
| Martin Ødegaard        | Denemarken       | Real Sociedad       | Einde huur     |
| Óscar Rodríguez Arnaiz | Spanje           | CD Leganés          | Einde huur     |
| Alberto Soro           | Spanje           | Real Zaragoza       | Einde huur     |
| Jorge de Frutos        | Spanje           | Rayo Vallecano      | Einde huur     |
| Daniel Gómez Alcón     | Spanje           | CD Tenerife         | Einde huur     |
| Borja Mayoral          | Spanje           | Levante UD          | Einde huur     |
| Dani Ceballos          | Spanje           | Arsenal FC          | Einde huur     |
| Álvaro Odriozola       | Spanje           | Bayern München      | Einde huur     |
| Sergio Reguilón        | Spanje           | Sevilla FC          | Einde huur     |
| Luca Zidane            | Frankrijk        | Racing Santander    | Einde huur     |
| TOTAAL UITGAVEN:       | TOTAAL UITGAVEN: | TOTAAL UITGAVEN:    | €0             |
| Uitgaand               |                  |                     |                |
| Achraf Hakimi          | Marokko          | Internazionale      | € 40.000.000   |
| Sergio Reguilón        | Spanje           | Tottenham Hotspur   | € 30.000.000   |
| Óscar Rodríguez Arnaiz | Spanje           | Sevilla FC          | € 13.500.000   |
| Javi Sánchez           | Spanje           | Real Valladolid     | € 3.000.000    |
| Daniel Gómez Alcón     | Spanje           | Levante UD          | € 2.500.000    |
| Jorge de Frutos        | Spanje           | Levante UD          | € 2.500.000    |
| Alberto Soro           | Spanje           | Granada CF          | € 2.500.000    |
| James Rodríguez        | Colombia         | Everton FC          | Transfervrij   |
| Luca Zidane            | Frankrijk        | zonder club         |                |
| Alphonse Aréola        | Frankrijk        | Paris Saint-Germain | Terug van huur |
| Takefusa Kubo          | Japan            | Villarreal CF       | Huur           |
| Brahim Díaz            | Spanje           | AC Milan            | Huur           |
| Fran García            | Spanje           | Rayo Vallecano      | Huur           |
| Reinier                | Brazilië         | Borussia Dortmund   | Huur           |
| Jesús Vallejo          | Spanje           | Granada CF          | Huur           |
| Gareth Bale            | Wales            | Tottenham Hotspur   | Huur           |
| Borja Mayoral          | Spanje           | AS Roma             | Huur           |
| TOTAAL INKOMEN:        | TOTAAL INKOMEN:  | TOTAAL INKOMEN:     | €98.500.000    |

## Primera División

### Wedstrijden
| Wedstrijddetails                                          | Thuisploeg             | Uitslag             | Uitploeg                                        | Opstelling | Kaarten                    |
| --------------------------------------------------------- | ---------------------- | ------------------- | ----------------------------------------------- | --- | -------------------------- |
| Heenronde                                                 |                        |                     |                                                 | |                            |
|                                                           | Real Madrid            |                     | Getafe CF                                       | |                            |
|                                                           |                        |                     |                                                 | |                            |
| 20 september 2020 21:00 Estadio Anoeta San Sebastián      | Real Sociedad          | 0-0                 | Real Madrid                                     | Courtois Carvajal, Varane, Ramos, Mendy Modrić (70' Valverde), Kroos Rodrygo (70' Park), Ødegaard (69' Casemiro), V.Junior (90+1' Arribas) Benzema  | 29' Mendy 83' Carvajal     |
| 20 september 2020 21:00 Estadio Anoeta San Sebastián      |                        |                     |                                                 | Courtois Carvajal, Varane, Ramos, Mendy Modrić (70' Valverde), Kroos Rodrygo (70' Park), Ødegaard (69' Casemiro), V.Junior (90+1' Arribas) Benzema  | 29' Mendy 83' Carvajal     |
| 26 september 2020 21:00 Estadio Benito Villamarín Sevilla | Real Betis             | 2-3                 | Real Madrid                                     | Courtois Carvajal, Varane, Ramos, Mendy Valverde, Casemiro, Kroos (44' Modrić) Ødegaard (46' Isco) Benzema, Jović (71' Mayoral)                     | 42' Carvajal 52' Modrić    |
| 26 september 2020 21:00 Estadio Benito Villamarín Sevilla | 35' Mandi 37' Carvalho | 0-1 1-1 2-1 2-2 2-3 | 14' Valverde 48' Emerson (own) 82' Ramos (pen.) | Courtois Carvajal, Varane, Ramos, Mendy Valverde, Casemiro, Kroos (44' Modrić) Ødegaard (46' Isco) Benzema, Jović (71' Mayoral)                     | 42' Carvajal 52' Modrić    |
| 30 september 2020 21:30 Estadio Alfredo Di Stéfano Madrid | Real Madrid            | 1-0                 | Real Valladolid                                 | Courtois Odriozola (57' Carvajal), Varane, Ramos, Marcelo Modrić, Casemiro, Valverde Isco (57' Asensio) Benzema (87' Mayoral), Jović (58' V.Júnior) | 78' Casemiro 90+3' Marcelo |
| 30 september 2020 21:30 Estadio Alfredo Di Stéfano Madrid | 65' V.Júnior           | 1-0                 |                                                 | Courtois Odriozola (57' Carvajal), Varane, Ramos, Marcelo Modrić, Casemiro, Valverde Isco (57' Asensio) Benzema (87' Mayoral), Jović (58' V.Júnior) | 78' Casemiro 90+3' Marcelo |
| 4 oktober 2020 16:00 Estadi Ciutat de València Valencia   | Levante UD             | 0-2                 | Real Madrid                                     | Courtois Nacho, Varane, Ramos, Mendy Modrić (89' Isco), Casemiro, Valverde (89' Ødegaard) Asensio (69' Rodrygo), Benzema, V.Júnior (69' Vázquez)    | 4' Casemiro                |
| 4 oktober 2020 16:00 Estadi Ciutat de València Valencia   |                        | 0-1 0-2             | 16' V.Júnior 90+5' Benzema                      | Courtois Nacho, Varane, Ramos, Mendy Modrić (89' Isco), Casemiro, Valverde (89' Ødegaard) Asensio (69' Rodrygo), Benzema, V.Júnior (69' Vázquez)    | 4' Casemiro                |

## UEFA Champions League
| UEFA Champions League                                         |                          |                     |                                      | |                          |
| Wedstrijddetails                                              | Thuisploeg               | Uitslag             | Uitploeg                             | Opstelling | Kaarten                  |
| Groepsfase                                                    |                          |                     |                                      | |                          |
| 21 oktober 2020 18:55 Estadio Alfredo Di Stéfano Madrid       | Real Madrid              | 2-3                 | Sjachtar Donetsk                     | Courtois Mendy, Varane, Militão, Marcelo Modrić (70' Kroos), Casemiro, Valverde Asensio, Jović (59' V.Júnior), Rodrygo (46' Benzema) | 34' Casemiro 87' Militão |
| 21 oktober 2020 18:55 Estadio Alfredo Di Stéfano Madrid       | 54' Modrić 59' V.Júnior  | 0-1 0-2 0-3 1-3 2-3 | 29' Tetê 33'Varane (own) 42' Solomon | Courtois Mendy, Varane, Militão, Marcelo Modrić (70' Kroos), Casemiro, Valverde Asensio, Jović (59' V.Júnior), Rodrygo (46' Benzema) | 34' Casemiro 87' Militão |
| 27 oktober 2020 21:00 Borussia-Park Mönchengladbach           | Borussia Mönchengladbach | 2-2                 | Real Madrid                          | Courtois Vázquez, Varane, Ramos, Mendy Kroos (71' Modrić), Casemir, Valverde Asensio (84' Rodrygo), Benzema, V.Júnior (70' Hazard)   | 89' Casemiro             |
| 27 oktober 2020 21:00 Borussia-Park Mönchengladbach           | 33' Thuram 58' Thuram    | 1-0 2-0 2-1 2-2     | 87' Benzema 90+3' Casemiro           | Courtois Vázquez, Varane, Ramos, Mendy Kroos (71' Modrić), Casemir, Valverde Asensio (84' Rodrygo), Benzema, V.Júnior (70' Hazard)   | 89' Casemiro             |
| 3 november 2020 21:00 Estadio Alfredo Di Stéfano Madrid       | Real Madrid              | 3-2                 | Internazionale                       | |                          |
| 3 november 2020 21:00 Estadio Alfredo Di Stéfano Madrid       |                          |                     |                                      | |                          |
| 25 november 2020 21:00 Stadio Giuseppe Meazza Milaan          | Internazionale           | 0-2                 | Real Madrid                          | |                          |
| 25 november 2020 21:00 Stadio Giuseppe Meazza Milaan          |                          |                     |                                      | |                          |
| 1 december 2020 18:55 Metaliststadion Charkov                 | Sjachtar Donetsk         | 2-0                 | Real Madrid                          | |                          |
| 1 december 2020 18:55 Metaliststadion Charkov                 |                          |                     |                                      | |                          |
| 9 december 2020 21:00 Estadio Alfredo Di Stéfano Madrid       | Real Madrid              | 2-0                 | Borussia Mönchengladbach             | |                          |
| 1/8 finale                                                    |                          |                     |                                      | |                          |
| 24 februari 2021 21:00 Stadio Atleti Azzurri d'Italia Bergamo | Atalanta Bergamo         | 0-1                 | Real Madrid                          | |                          |
| 16 maart 2021 21:00 Estadio Alfredo Di Stéfano Madrid         | Real Madrid              | 3-1                 | Atalanta Bergamo                     | |                          |
| Kwartfinale                                                   |                          |                     |                                      | |                          |
| 6 april 2021 21:00 Estadio Alfredo Di Stéfano Madrid          | Real Madrid              | 3-1                 | Liverpool FC                         | |                          |
| 14 april 2021 21:00 Anfield Liverpool                         | Liverpool FC             | 0-0                 | Real Madrid                          | |                          |
| Halve finale                                                  |                          |                     |                                      | |                          |
| 27 april 2021 21:00 Estadio Alfredo Di Stéfano Madrid         | Real Madrid              | 1-1                 | Chelsea FC                           | |                          |
| 5 mei 2021 21:00 Stamford Bridge Londen                       | Chelsea FC               | 2-0                 | Real Madrid                          | |                          |